# 5420 Jancis
5420 Jancis è un asteroide della fascia principale del diametro medio di circa 12,35 km. Scoperto nel 1982, presenta un'orbita caratterizzata da un semiasse maggiore pari a 2,6778616 UA e da un'eccentricità di 0,2365884, inclinata di 8,68553° rispetto all'eclittica.